# Una habitación en la ciudad
Una habitación en la ciudad, título original en francés Une chambre en ville, es una película musical de ficción de 1982, escrita y dirigida por Jacques Demy, con música de Michel Colombier, y estelarizada por Dominique Sanda,  Danielle Darrieux y Michel Piccoli. Cuenta la historia de François Guilbaud, un joven dedicado a la metalurgia que le alquila una habitación a Madame Langlois, una ex-aristócrata perdida en el alcoholismo y el luto por su hijo que murió en un accidente de coche, en una serie de eventos, Francois conoce a Edith, hija de Langlois, una mujer joven que desea abandonar a un esposo obstinado y violento. Edith y Francois, ambos comprometidos, se vuelven amantes mientras una insurrección social de metalúrgicos en el Nantes de 1955 se está gestando. La película es un musical del género opéra populaire, al igual que la película más popular de Demy, Los paraguas de Cherburgo.
La cinta ganó el Premio Méliès de 1982, y recibió 9 nominaciones al César entre ellas mejor película, mejor dirección, mejor actriz revelación, mejor actor de reparto, mejor actriz de reparto, mejor cinematografía, mejor banda sonora, mejor diseño de producción y mejor sonido.

## Argumento
En Nantes, durante 1955, los metalúrgicos están en huelga, François Guibaud un metalúrgico, alquila una habitación en el departamento de Madame Langlois, una mujer ex-aristócrata que pasa sus días bebiendo alcohol, hace no mucho que perdió a su hijo menor en un accidente de tráfico. Guilbaud tiene una novia, Violette, quien sueña con casarse con él, y planea proponerle matrimonio; sin embargo, no está segura de que eso es lo que desea.
Un día, Guilbaud se encuentra con una atractiva mujer por la calle, pasa la noche junto a ella y termina por enamorarse, su nombre es Edith, y Guillaume no lo sabe pero ella es hija de Madame Langlois. Edith está casada con un vendedor de televisiones, tacaño, obtuso, celoso y violento, y desea más que nada salir de esa relación, en Guilbaud ve su escapatoria, y junto a él prometen que no van a separarse nunca. No muy lejos de ahí, Violette, la novia de Guilbaud descubre que está embarazada, y finalmente decide proponerle matrimonio a Guilbaud.
Eventualmente, el marido de Edith descubre todo, loco de rabia decide secuestrar a Edith, y en un arranque de ira se degüella frente a ella. François, que encuentra poco después a Edith decide quedarse con ella, y juntos se refugian por última vez en el departamento de Madame Langlois. Las cosas parecen ir para mejor, y Guilbaud participa en la manifestación de los metalúrgicos. Sin embargo, la huelga es reprimida y entre los asesinados se encuentra Guilbaud. A su vez, Violette descubre el engaño, pero su rabia es calmada rápidamente cuando encuentran a Guilbaud herido, y Edith, en su desesperación, se dispara en el corazón para morir junto a él.

## Reparto
- Dominique Sanda - Édith Leroyer
- Richard Berry - François Guilbaud
- Danielle Darrieux - Margot Langlois
- Michel Piccoli - Edmond Leroyer
- Fabienne Guyon - Violette Pelletier
- Anna Gaylor - Madame Pelletier

### Voces
- Danielle Darrieux - Madame Langlois
- Fabienne Guyon - Violette
- Florence Davis - Edith
- Liliane Davis - Madame Pelletier
- Marie-France Roussel - Madame Sforza
- Jacques Revaux - François
- Jean-Louis Rolland - Familiar
- Georges Blaness - Edmond, oficial de la CRS
- Aldo Franck - Dambiel
- Jacques Revaux - François/obrero
- Michel Colombier - obrero

## Producción
La película comenzó como una novela que Demy escribió durante su juventud cuando era estudiante en 1953 o 1954, sin embargo, nunca se publicó pues Demy no pudo encontrar un final satisfactorio para la historia ya que esta retrataba demasiado su vida y la de su padre. Más tarde, después de publicar Lola y La bahía de los Ángeles, en 1964, Demy propuso el texto como una ópera para el teatro, en esta versión, Langlois tiene solo un hijo homosexual que se enamora de Guilbaud, pero muere trágicamente en un accidente de tráfico; la hija del dueño de la metalúrgica se enamora del protagonista también, y al final, Violette se reencuentra con Francois, sin embargo, abandono el proyecto al carecer de los recursos para desarrollar un proyecto de este estilo.
Durante la década de 1970, como un director ya establecido, Une chambre en ville renació como proyecto cinematográfico. La producción buscaba comenzar en 1976, estelarizada por Catherine Deneuve como Edith, Gérard Depardieu como Guilbaud, Simone Signoret como Madame Langlois e Isabelle Huppert como Violette, sin embargo, Deneuve, con quien Demy había trabajado anteriormente en Las señoritas de Rochefort, Los paraguas de Cherburgo y Peau d'âne, deseaba que, a diferencia de las ya mencionadas, ella y Signoret cantaran en esta película a pesar de sus voces desafinadas, Demy rechazo la oferta y Deneuve y Signoret rechazaron el papel. Demy también ofreció a Michel Legrand la composición de la banda sonora para esta cinta, sin embargo, Legrand rechazo porque le desagrado la historia y rechazaba los temas sociales que involucraba, que Legrand describía como influenciados por Agnès Varda pero desentonados con Demy.
Más tarde, durante la producción de Lady Oscar, Demy conoció a Dominique Sanda, quien no estaba disponible para el protagónico en la ya mencionada, pero participó con él un año más tarde en la serie de TV, La naissance du jour. Finalmente, Demy consiguió que Christine Gouze-Rénal, una productora de TV, produjera la película, y finalmente después de casi 30 años, la cinta comenzó su producción oficialmente.
La película fue filmada durante 1982, en los estudios Billancourt del 13 de abril al 17 de mayo; las escenas al aire libre fueron rodadas en Nantes desde el 19 al 27 de mayo, y en París del 1 al 3 de junio, la duración total de la filmación fue de 37 días.

## Recepción
La película no fue bien recibida por el público y fue un desastre en taquilla, compitiendo directamente con As de Aces de Gérard Oury que estreno en el mismo fin de semana que 'Una habitación en la ciudad' lo hizo, siendo As de Aces un éxito en taquilla ese año. Sin embargo, la cinta fue adorada por la crítica casi unánimemente, lo que le aseguro el Premio Méliès poco después. El apoyo de la crítica fue tal que los periodistas compraban espacios en el periódico para reprochar la falta de gusto de los espectadores y defender el filme de Demy.

## Premios y reconocimientos

### Reconocimientos
- Premio Méliès a mejor película francesa.
- Premio San Jordi a mejor película extranjera.

### Nominaciones
La cinta recibió nueve nominaciones al Cesar en las categorías de:
- Danielle Darrieux a mejor actriz de reparto.
- Jean-François Stévenin a mejor actor de reparto.
- Fabienne Guyon a mejor actriz revelación.
- Michel Colombier a mejor banda sonora.
- André Hervée a mejor sonido.
- Jean Penzer a mejor cinematografía.
- Bernard Evein a mejor diseño de producción.
- Jacques Demy a mejor director.
- Mejor película.